# Ila-kabkabu
Ila-kabkabu (accadi: 𒀭𒆏𒅗𒁉, ILA-KAB-ka-bi) va ser un cap amorrita que figura a les Llistes dels reis d'Assíria.
Segons aquestes Llistes reials assíries, Ila-kabkabu era descendent de pare a fill, després de 9 generacions, del fundador del temple d'Assur, Ushpia i, per tant, la tribu hauria viscut al territori a la vora del Tigris, a l'entorn del temple. Però l'existència d'un altra dinastia a Assur que hauria de ser simultània, ha fet suposar que els amorrites es van desplaçar i es van establir en altres llocs. Pierre Lévêque el fa rei de Terqa on saben que efectivament dominaven els amorrites però no pas Ila-kabkabu que en tot cas només seria un aliat més o menys influent, sobre la dinastia local. Va concertar una aliança amb el primer rei amorrita de Mari Yaggid-Lim (Iagidlim) que governava cap a l'any 1825 aC, però després l'acord es va trencar per derivar en conflicte obert.
El va succeir el seu fill Aminu. Ila-kabkabu va ser potser també el pare (la paternitat és posada en dubte per alguns historiadors) de Xamxi-Adad I.